# Cova do Caldeirão
A Cova do Caldeirão é uma elevação portuguesa localizada no concelho da Madalena, ilha do Pico, arquipélago dos Açores.
Este acidente geológico tem o seu ponto mais elevado a 903 metros de altitude acima do nível do mar. Esta formação montanhosa localiza-se próxima da Lagoa do Peixinho, da Lagoa do Ilhéu e do Cabeço do Padre Glória, da Laje, do Cabeço do Padre Roque e da Chã do Pelado. Nas encostas deste acidente geológico nasce a Grota da Laje e a Grota do Espigão.